# Aeroportul Hooker County
Aeroportul Hooker County (IATA: MHN, FAA LID: 84NE) este un aeroport din Nebraska, Statele Unite ale Americii.
aeroportul dispune de o singură pistă.